# Constitución Política del Perú de 1860
La Constitución Política del Perú de 1860 fue el séptimo texto constitucional de la República Peruana, la cual fue discutida y aprobada por el Congreso de la República reunido en Lima en 1860. Fue promulgada por el presidente constitucional de la República, mariscal Ramón Castilla, el 13 de noviembre de ese mismo año. De carácter moderado, su aprobación fue posible debido al acuerdo entre conservadores y liberales, que transaron para otorgar al país una Constitución equilibrada y realista, superando así los extremismos ideológicos que habían imperado en la redacción de las anteriores cartas políticas. Esta Constitución ha sido la que más tiempo ha regido en el Perú, pues duró, con algunos intervalos, hasta 1920, es decir, sesenta años. Se cuenta entre los más importantes textos constitucionales del Perú, junto con la Constitución liberal de 1828 y la Constitución progresista de 1933.

## Contexto
La Constitución liberal de 1856, discutida y aprobada por una Convención Nacional (asamblea constituyente), no había colmado las expectativas del país. El liberalismo extremo y el anticlericalismo eran posiciones ajenas a la mayoría de la población. La sublevación conservadora encabezada por Manuel Ignacio de Vivanco y que originó la sangrienta guerra civil de 1857-1858, fue un síntoma claro de que una buena parte del país se oponía a la influencia del liberalismo. A pesar de haber triunfado sobre dicha rebelión, Castilla quedó convencido de que era necesario hacer un cambio.
Comenzó Castilla por no reinstalar la Convención Nacional, que había sido disuelta en noviembre de 1857 por una patrulla militar al mando del coronel Pablo Arguedas. Convocó luego a elecciones para un Congreso Extraordinario y para Presidente Constitucional. Castilla, que solo era Presidente provisional, se presentó como candidato, y como era de esperar, triunfó en las elecciones. El nuevo Congreso se instaló en octubre de 1858 y proclamó a Castilla Presidente Constitucional, con un mandato de cuatro años.
El Congreso Extraordinario, que no se mostró dócil como había esperado Castilla, suspendió sus sesiones en mayo de 1859, anunciando su reinstalación como Congreso Ordinario para julio del mismo año. Pero el gobierno consideró tal iniciativa anticonstitucional, ya que, según su punto de vista, correspondía solo al presidente la convocatoria del Congreso; en consecuencia, decretó la convocatoria de elecciones para nuevos representantes, que se reunirían el año siguiente. Castilla preparó así el campo para hacer posible la reforma constitucional.

## Debate parlamentario

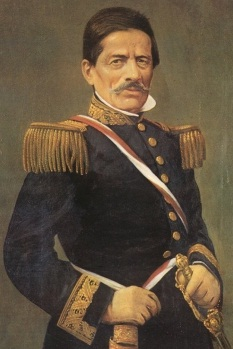
El mariscal Ramón Castilla.

El nuevo Congreso se instaló el 28 de julio de 1860. Estaba presidido por el sacerdote Bartolomé Herrera, quien pronunció un conceptuoso discurso inaugural, que terminaba con la siguiente frase:

El Congreso descansa en brazos de la nación. La nación es su escolta. Viva la libertad para todos, sin exclusión de partidos. Quedan abiertas las sesiones del Congreso de 1860.

Entonces alguien preguntó: “¿Constitucional o Constituyente?”. Quedó así planteado el dilema. Si el Congreso era Constitucional, debía reformar la Constitución en tres legislaturas de acuerdo a lo establecido en ella. Si era Constituyente, podía proceder a la reforma inmediata. El Congreso optó por esta última fórmula.
Se produjeron grandes debates. El líder de los conservadores era el ya mencionado Herrera, mientras que en el bando de los liberales se notó la ausencia de los hermanos Gálvez. Al plantearse el debate sobre la libertad religiosa, ganaron Herrera y los suyos, ratificándose la primacía del culto católico y la prohibición del resto de las religiones. Pero los clericales perdieron en lo concerniente al mantenimiento del fuero eclesiástico, que fue abolido totalmente. Otro momento de tensión parlamentaria lo suscitó la discusión sobre la reelección presidencial, que dos diputados la propusieron para un solo período consecutivo. Los partidarios de Castilla apoyaron esta propuesta, y el debate se tornó así en una disputa entre amigos y enemigos de la continuación en el poder del presidente de la república. Los castillistas perdieron la votación.

## Promulgación y significado
La nueva Constitución se promulgó el 13 de noviembre de 1860. A pesar de que Herrera y sus correligionarios quisieron hacer una reforma radical de la Constitución, finalmente esta no fue ni liberal ni conservadora, sino moderada o centrista. Y es que los legisladores fueron conscientes que el país no comulgaba con los doctrinarismos rígidos. Fue, sin duda, una salida sensata tras una sangrienta guerra civil, que se cuenta entre las peores que ha sufrido la República del Perú. Y ello quizás explica la razón por lo que esta Constitución haya tenido una larga longevidad, comparada con las anteriores: 60 años de vigencia. Solo estuvo momentáneamente suspendida cuando rigió la efímera Constitución liberal de 1867 y el Estatuto Provisorio de 1879 a 1881, este último expedido por el dictador Nicolás de Piérola, durante la guerra con Chile.Se incrementó la participación debido a los cambios que hubo, la ley de 12 de noviembre de 1895, al modificar la Constitución de 1860, reservó el sufragio sólo a «los ciudadanos en ejercicio que sepan leer y escribir En el papel, cuando menos, los analfabetos, en su mayoría indígenas y que además suelen ser los más pobres votaban menos y, cuanto menos votaban menos son tomados en cuenta por el sistema político, fueron privados de un derecho del que nunca gozaron.

## Estructura
Consta de 138 artículos, ordenados en 19 títulos.
- Título I: De la nación.
- Título II: De la religión.
- Título III: Garantías nacionales.
- Título IV: Garantías individuales.
- Título V: De los peruanos.
- Título VI: De la ciudadanía.
- Título VII: De la forma de gobierno.
- Título VIII: Del poder legislativo.
- Título IX: Cámaras legislativas.
- Título X: De la formación y promulgación de las leyes.
- Título XI: Poder Ejecutivo.
- Título XII: De los Ministros de Estado.
- Título XIII: Comisión permanente del cuerpo legislativo.
- Título XIV: Régimen interior de la República.
- Título XV: Municipalidades.
- Título XVI: Fuerza pública.
- Título XVII: Poder Judicial.
- Título XVIII: Reforma de la Constitución.
- Título XIX: Disposiciones transitorias.

## Principales disposiciones

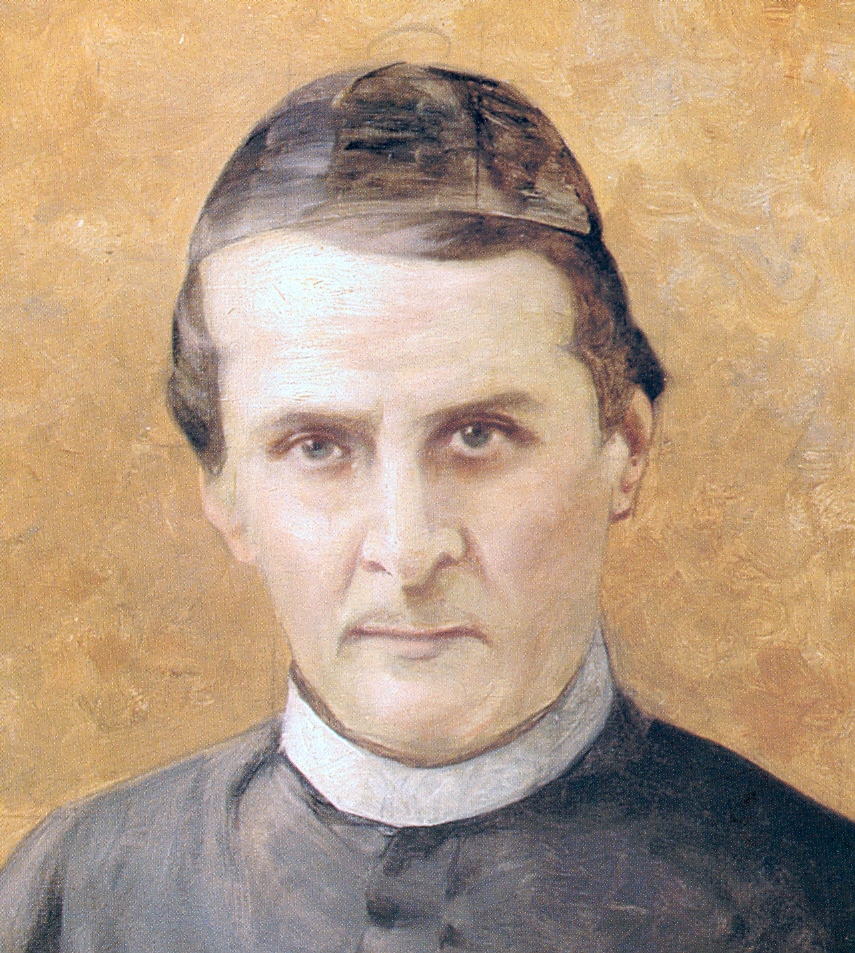
Bartolomé Herrera, presidente del Congreso de 1860.

- Reafirmo la primacía de la religión católica.
- Restableció la pena de muerte, pero solo para casos de homicidio calificado.
- Dispuso que el derecho de sufragio sería ejercido por todos los ciudadanos que supieran leer y escribir, o fueran jefes de taller o dueños de alguna propiedad raíz, o pagaran al tesoro público alguna contribución. La reglamentación de este derecho se hizo por ley posterior, que volvió al sistema de votación indirecta (la Constitución anterior había establecido la votación directa).
- Confirmó el funcionamiento de dos cámaras en el Congreso, la de senadores y la de diputados. La renovación de las cámaras debía hacerse por terceras partes y por bienios (cada dos años).
- Estableció que para ser diputado se debía tener 25 años de edad y para senador 30.
- Se creó la Comisión Permanente del Cuerpo Legislativo, compuesta por siete senadores y ocho diputados, cuya misión era vigilar al Ejecutivo, resolver las competencias entre los poderes públicos y ejercer algunas de las atribuciones encomendadas a las cámaras (sería abolida en 1874).
- Estableció que el presidente no podría ser acusado durante su período presidencial, salvo en los casos de traición, haber atentado contra la forma de gobierno, disolver el Congreso, impedir su reunión o disolver sus funciones.
- Instauró dos Vicepresidentes, llamados primero y segundo, elegidos conjuntamente con el presidente de la República (la anterior Constitución solo establecía un Vicepresidente).
- Mantuvo el Consejo de Ministros.
- Dejó establecido que los prefectos y subprefectos serían nombrados por el Poder Ejecutivo, anulando lo de la terna propuesta por las Juntas Departamentales (que también desaparecieron).
- Prohibió la reelección presidencial.
- Respetó las Municipalidades, aunque mencionándolas de manera escueta y dejando su reglamentación a una ley especial. No mencionó a las Juntas Departamentales.
- Estableció claramente la libertad de industrias y ratificó la definitiva supresión de los antiguos gremios.
- Para hacer la reforma constitucional solo sería necesario su aprobación en dos legislaturas (en el anterior texto constitucional eran tres).